# Mentuhotep I.
Mentuhotep I. ali Mentuhotep-aa (Veliki) je bil zelo verjetno tebanski nomarh in neodvisen vladar Gornjega Egipta v zgodnjem Prvem vmesnem obdobju Egipta. Vladal je okoli leta 2035 pr. n. št. Bil je ustanovitelj Enajste egipčanske dinastije, ki je bila pomembna zlasti med vladavino Intefa II. in Mentuhotepa II.

## Identiteta
Mentuhotep je bil verjetno lokalni egipčanski tebanski nomarh na začetku Prvega egipčanskega vmesnega obdobja okoli leta 2035 pr. n. št. Na Karnaškem seznamu kraljev, ki se je ohranil v Festivalni dvorani Tutmoza III., je pod številko 12  delno ime »Men-«, zapisano v kraljevski kartuši, ki se razlikuje od kartuše Mentuhotepa II. (št. 29) in Mentuhotepa III. (št. 30). Razpoložljivi fragmenti Karnaškega seznama ne omogočajo ureditve faraonov po časovnem zaporedju, zato se ne da ugotoviti, kdaj je faraon Men- živel.  Veliko znanstvenikov je na osnovi seznama trdilo, da je bil Mentuhotep I. bolj verjetno tebanski nomarh, katerega  so njegovi nasledniki proglasili za faraona.
Dejstvo, da se Mentuhotepu ne da zanesljivo  pripisati nobenega izvirnega spomenika, je nekaj egiptologov privedlo do zaključka, da je Mentuhotep izmišljeni prednik in ustanovitelj Enajste dinastije, ki so si ga v ta namen izmislili kasnejši vladarje Enajste dinastije. 
Na podstavku kipa iz svetišča nomarha  Hekaiba na Elefantini je Mentuhotep omenjen kot »Oče bogov«. Naslov se verjetno nanaša na njegova neposredna naslednika Intefa I. in Intefa II., ki sta kot faraona vladala v Gornjem Egiptu. Veliko egiptologov iz tega sklepa, da je bil Mentuhotep I. verjetno njun oče in da ni bil faraon, ker je bil ta naslov običajno rezerviran za ne-kraljevske prednike faraonov.
Mentuhopovo prestolno ime ni znano. Ker verjetno ni bil faraon in do Mentuhotepa II.  noben faraon ni imel prestolnega imena, ga verjetno sploh ni imel. Horovo ime Tepi-a (Prednik)  je verjetno dobil po smrti.

## Družina
Mentuhotepova žena bi lahko bila Neferu I., napis na Hekaibovem kipu pa kaže, da bi ahko bil oče Intefa I. in Intefa II. Na Karnaškem  seznamu kraljev je na 13. mestu očitno nekraljevska oseba (brez kartuše) z imenom Intef.  Ta oseba bi lahko bil Intef starejši, sin Iku, tebanski nomarh, ki je bil v zgodnjem prvem vmesnem obdobju lojalen herakleopolskim faraonom. Ker vladarji na preostalih fragmentih niso razvrščeni po časovnem zaporedju, ta sklepanja niso povsem zanesljiva.

## Vladanje
Domena tebanskega nomarha Mentuhotepa je na jugu morda segala do prvega Nilovega katarakta. Mentuhotep bi hipotezično lahko sklenil zavezništvo z nomarhom Koptosa (Qift), ki je nato spodbudil njegovega naslednika Intefa I., da je začel vojno s herakleopolskimi faraoni iz Desete dinastije in njihovimi zavezniki, nomarhi iz Srednjega Egipta, zlasti z Anktifijem.